# Finale du Championnat du monde masculin de handball 2015
La Finale du championnat du monde de handball 2015 est le match de handball concluant le 24e championnat du monde, organisée au Qatar. Elle a lieu le 1er février 2015 au Lusail Sports Arena de Doha, à 19h15 UTC+03:00.
Elle oppose dans le Lusail Sports Arena la France, qui s'est qualifiée lors de sa demi-finale face à l'Espagne, et le Qatar, qui s'est qualifiée face à la Pologne le 30 janvier. 
La France remporte cette compétition en battant le Qatar 25 à 22. La France devient ainsi la première équipe à totaliser cinq titres mondiaux, est à nouveau détentrice des trois titres majeurs (Jeux olympiques 2012, Championnat d'Europe 2014 et Championnat du monde 2015) et se qualifie pour les Jeux olympiques de Rio 2016.

## Parcours respectifs

### Parcours du Qatar
Lors de la phase de groupes, le Qatar a terminé deuxième du Groupe A :
|   | Équipe      | Pts | J | G | N | P | Bp  | Bc  | Diff |
| - | ----------- | --- | - | - | - | - | --- | --- | ---- |
| 1 | Espagne T   | 10  | 5 | 5 | 0 | 0 | 162 | 127 | 35   |
| 2 | Qatar PO    | 8   | 5 | 4 | 0 | 1 | 137 | 122 | 15   |
| 3 | Slovénie    | 6   | 5 | 3 | 0 | 2 | 160 | 145 | 15   |
| 4 | Brésil      | 4   | 5 | 2 | 0 | 3 | 146 | 143 | 3    |
| 5 | Biélorussie | 2   | 5 | 1 | 0 | 4 | 147 | 155 | -8   |
| 6 | Chili       | 0   | 5 | 0 | 0 | 5 | 104 | 164 | -60  |

| Date       | Équipe 1 | Score   | Équipe 2    |
| ---------- | -------- | ------- | ----------- |
| 15 janvier | Qatar    | 28 – 23 | Brésil      |
| 17 janvier | Chili    | 20 – 27 | Qatar       |
| 19 janvier | Slovénie | 29 – 31 | Qatar       |
| 21 janvier | Qatar    | 25 – 28 | Espagne     |
| 23 janvier | Qatar    | 26 – 22 | Biélorussie |

Lors de la phase à élimination directe, le Qatar s'est à chaque fois imposé de deux buts :
| Tour                | Date       | Équipe 1 | Score   | Équipe 2  |
| ------------------- | ---------- | -------- | ------- | --------- |
| Huitièmes de finale | 25 janvier | Qatar    | 29 – 27 | Autriche  |
| Quarts de finale    | 28 janvier | Qatar    | 26 – 24 | Allemagne |
| Demi-finales        | 30 janvier | Qatar    | 31 – 29 | Pologne   |

### Parcours de la France
Lors de la phase de groupes, la France a terminé première du Groupe C :
|   | Équipe       | Pts | J | G | N | P | Bp  | Bc  | Diff |
| - | ------------ | --- | - | - | - | - | --- | --- | ---- |
| 1 | France       | 9   | 5 | 4 | 1 | 0 | 143 | 128 | 15   |
| 2 | Suède        | 7   | 5 | 3 | 1 | 1 | 137 | 109 | 28   |
| 3 | Islande      | 5   | 5 | 2 | 1 | 2 | 127 | 135 | -8   |
| 4 | Égypte       | 5   | 5 | 2 | 1 | 2 | 135 | 125 | 10   |
| 5 | Rép. tchèque | 4   | 5 | 2 | 0 | 3 | 145 | 138 | 7    |
| 6 | Algérie      | 0   | 5 | 0 | 0 | 5 | 109 | 161 | -52  |

| Date       | Équipe 1 | Score   | Équipe 2     |
| ---------- | -------- | ------- | ------------ |
| 16 janvier | France   | 30 – 27 | Rép. tchèque |
| 18 janvier | Égypte   | 24 – 28 | France       |
| 20 janvier | France   | 26 – 26 | Islande      |
| 22 janvier | Algérie  | 26 – 32 | France       |
| 24 janvier | France   | 27 – 25 | Suède        |

Lors de la phase à élimination directe, la France a remporté nettement ses deux premiers matchs face l'Argentine et la Slovénie mais dû s'employer face à l'Espagne :
| Tour                | Date       | Équipe 1 | Score   | Équipe 2  |
| ------------------- | ---------- | -------- | ------- | --------- |
| Huitièmes de finale | 25 janvier | France   | 33 – 20 | Argentine |
| Quarts de finale    | 28 janvier | France   | 32 – 23 | Slovénie  |
| Demi-finales        | 30 janvier | France   | 26 – 22 | Espagne   |

## Feuille de match
| 1er février 2015 19h15 UTC+03:00 | Qatar            | 22 – 25   | France             | Lusail Sports Arena, Lusail Affluence : 15 000 Arbitrage : Novotný, Horáček |
| 1er février 2015 19h15 UTC+03:00 | Žarko Marković 7 | (11 - 14) | Nikola Karabatic 5 | Lusail Sports Arena, Lusail Affluence : 15 000 Arbitrage : Novotný, Horáček |
| 1er février 2015 19h15 UTC+03:00 | ×3* ×4           | Rapport   | ×4* ×2             | Lusail Sports Arena, Lusail Affluence : 15 000 Arbitrage : Novotný, Horáček |

* dont un pour Valero Rivera, entraîneur du Qatar, et un pour Didier Dinart, entraîneur adjoint de la France.
| Qatar         |               |                     |        |                                  |
| 12            | GB            | Danijel Šarić       | 14/37  |                                  |
| 16            | GB            | Goran Stojanović    | 1/3    |                                  |
| 1             | ARD           | Žarko Marković      | 7/16   |                                  |
| 4             | ARG           | Hassan Mabrouk      | 0/0    | Averti · Suspension · Suspension |
| 7             | ARG           | Bertrand Roiné      | 0/3    |                                  |
| 9             | ARG           | Rafael Capote       | 6/7    | Suspension · Suspension          |
| 10            | ALD           | Abdulla Al-Karbi    | 0/2    |                                  |
| 13            | ALD           | Eldar Memišević     | 1/3    |                                  |
| 19            | P             | Borja Vidal         | 3/3    |                                  |
| 20            | ARG           | Jovo Damjanović     | X      |                                  |
| 25            | DC            | Kamalaldin Mallash  | 3/4    | Averti                           |
| 41            | P             | Youssef Benali      | 1/2    |                                  |
| 66            | ALG           | Hamad Madadi        | 1/1    |                                  |
| 77            | ARD           | Hadi Hamdoon        | X      |                                  |
| 86            | DC            | Mahmoud Hassab Alla | 0/1    |                                  |
| 94            | ARG           | Ameen Zakkar        | X      |                                  |
| Staff :       |               |                     |        |                                  |
| Sélectionneur | Sélectionneur | Valero Rivera       |        |                                  |
| Adjoint       | Adjoint       | Youssef Al-Hail     | Averti |                                  |

| Graphique montrant l'évolution globale du score |                |       |
| 22/42                                           | Buts marqués   | 25/47 |
| 52 %                                            | % réussite     | 53 %  |
| 3/3                                             | Jets de 7 m    | 2/3   |
| 8 min                                           | Suspensions    | 4 min |
| 3                                               | Cartons jaunes | 4     |
| 0                                               | Cartons rouges | 0     |
| 15/40                                           | Arrêts         | 9/31  |
| 40 %                                            | % d'arrêts     | 33 %  |

| France        |               |                   |        |                     |
| 16            | GB            | Thierry Omeyer    | 9/31   |                     |
| 1             | GB            | Cyril Dumoulin    | X      |                     |
| 2             | ARG           | Jérôme Fernandez  | 1/2    |                     |
| 4             | ARD           | Xavier Barachet   | 3/6    |                     |
| 7             | P             | Igor Anic         | X      |                     |
| 8             | DC            | Daniel Narcisse   | 4/7    |                     |
| 9             | ALD           | Guillaume Joli    | 0/1    |                     |
| 10            | ARD           | Kévynn Nyokas     | 3/5    |                     |
| 11            | ALG           | Samuel Honrubia   | X      |                     |
| 13            | DC            | Nikola Karabatic  | 5/7    | Averti · Suspension |
| 14            | ALG           | Kentin Mahé       | 1/2    |                     |
| 18            | ARG           | William Accambray | 0/0    | Averti              |
| 20            | P             | Cédric Sorhaindo  | 1/3    | Averti · Suspension |
| 21            | ALG           | Michaël Guigou    | 3/5    |                     |
| 22            | P             | Luka Karabatic    | 0/1    |                     |
| 28            | ALD           | Valentin Porte    | 4/8    |                     |
| Staff :       |               |                   |        |                     |
| Sélectionneur | Sélectionneur | Claude Onesta     |        |                     |
| Adjoint       | Adjoint       | Didier Dinart     | Averti |                     |

## Déroulement du match
Si le Qatar ouvre le score par Youssef Benali à la 2e minute, c'est la France qui prend le meilleur départ au point de mener de 6 buts à la 22e minute (7-13). Mais le Qatar comble peu à peu son retard pour terminer la mi-temps avec seulement 3 buts de retard (11-14) puis pour revenir à un but au début de la 2e mi-temps (13-14). Mais les Français ne laissent pas les Qatariens revenir au score et reprennent trois buts d'avance. L'écart se maintient entre 1 et 3 buts en faveur des Experts qui remportent finalement la rencontre sur le score de 25 à 22.
Source : (en) « La finale minute par minute » [PDF], sur Site officiel de l’IHF, 29 janvier 2015 (consulté le 30 avril 2024)